# سطح ساژیتال

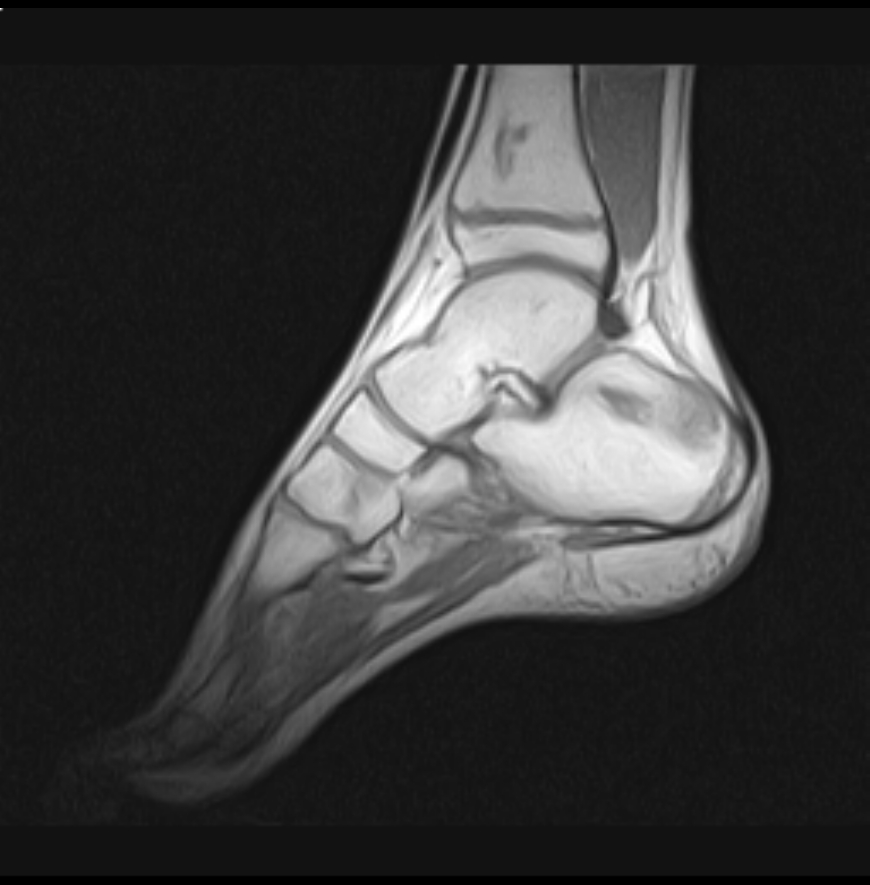
یک تصویر ام‌آر‌آی از پاشنهٔ پا با دید ساجیتال

صفحهٔ ساجیتال (Sagittal Plane) در
بیان جهت در آناتومی صفحه‌ای عمودی است که بدن یا دید بدن را به قسمت‌های چپ و راست تقسیم می‌کند. تصویر ساجیتال در واقع نمایی از بدن است که اشعه از محور ساجیتال تابیده است و بدن در تصویر (مثلا سی‌تی اسکن) به دو نیمۀ راست و چپ تقسیم شده است.
از این دید در تصویرگیری‌های ام‌آرآی نیز استفاده می‌شود. گاه به جای واژه «دید» در این موضوع از واژه‌های «برش» یا «مقطع» نیز استفاده می‌شود.